# Is Mirrionis
Is Mirrionis è un quartiere di Cagliari di 12 245 abitanti.

## Origini del nome
Il significato del nome del quartiere è dubbio. La parola mirrioni in sardo campidanese significa morione, ovvero l'elmo militare forse di origine spagnola in uso in Europa nei secoli XV-XVII. Secondo il canonico Giovanni Spano il toponimo Is Mirrionis  indicherebbe "due grossi monoliti detti Mirrionis che prima vi stavano, residui delle antiche cave di pietra", e riferisce ancora che secondo il Vidali questi monoliti "si chiamarono Mirrionis da mirai (guardare) perché sono posti in sito che sembrano fare uffizio di vedette". Lo storico Vittorio Angius nel suo contributo al Dizionario geografico storico-statistico-commerciale degli Stati di S. M. il Re di Sardegna di Goffredo Casalis indica la zona come "gran fosso dei Mirrioni" o "circolo dei Mirrioni".

## Storia
La zona era frequentata già nell'età del rame, come testimoniano alcuni materiali rinvenuti ascrivibili alla cultura di Monte Claro (seconda metà del III millennio a.C.): resti di cibo e di ceramiche, oltre ad alcune tombe trovate negli anni cinquanta, durante la costruzione della Casa dello Studente e della scuola di San Vincenzo. L'abitato doveva essere situato tra il colle di San Michele, il Monte della Pace, Monte Claro e il colle di Buoncammino.
Risale al Novecento la costruzione dell'ospedale militare. Dopo la seconda guerra mondiale l'area, tendenzialmente rurale e agricola, comincia ad essere abitata con la costruzione dagli anni sessanta di palazzoni e case popolari, crescendo assieme al quartiere di San Michele e congiungendosi con la municipalità di Pirri.   

## Luoghi di interesse

### Edifici ecclesiastici
Sulle pendici del colle di San Michele è ubicato il complesso del Seminario arcivescovile di Cagliari. Nel quartiere sono presenti le parrocchie della vicaria dei Santi Pietro e Paolo: Parrocchia Santi Pietro e Paolo, Parrocchia Sant'Eusebio, Parrocchia San Massimiliano Kolbe.

### Aree naturali
Il parco di Monte Claro, diviso con il quartiere La Vega, è ampio 25 ettari e, insieme alle grotte del promontorio di capo Sant'Elia, risulta essere il luogo dei più antichi insediamenti umani della provincia di Cagliari, risalenti al neolitico. Monte Claro oggi è diventato uno dei parchi pubblici più frequentati della città, soprattutto per fare attività sportive come jogging, o per salire fino alla cima del colle tramite sentieri suggestivi, per raggiungere le antiche rovine e il colorato roseto. Nella parte in pianura del parco è presente una grande fontana moderna e un laghetto, attraversato da un ponte pedonale, dove risiedono numerose oche, anatre, tartarughe e pesci di varie dimensioni. Sono presenti anche un teatro all'aperto, un bocciodromo e un'area ludica per bambini. Nel periodo estivo il parco resta aperto fino a mezzanotte, e spesso ospita eventi culturali e di svago.

### Strutture pubbliche

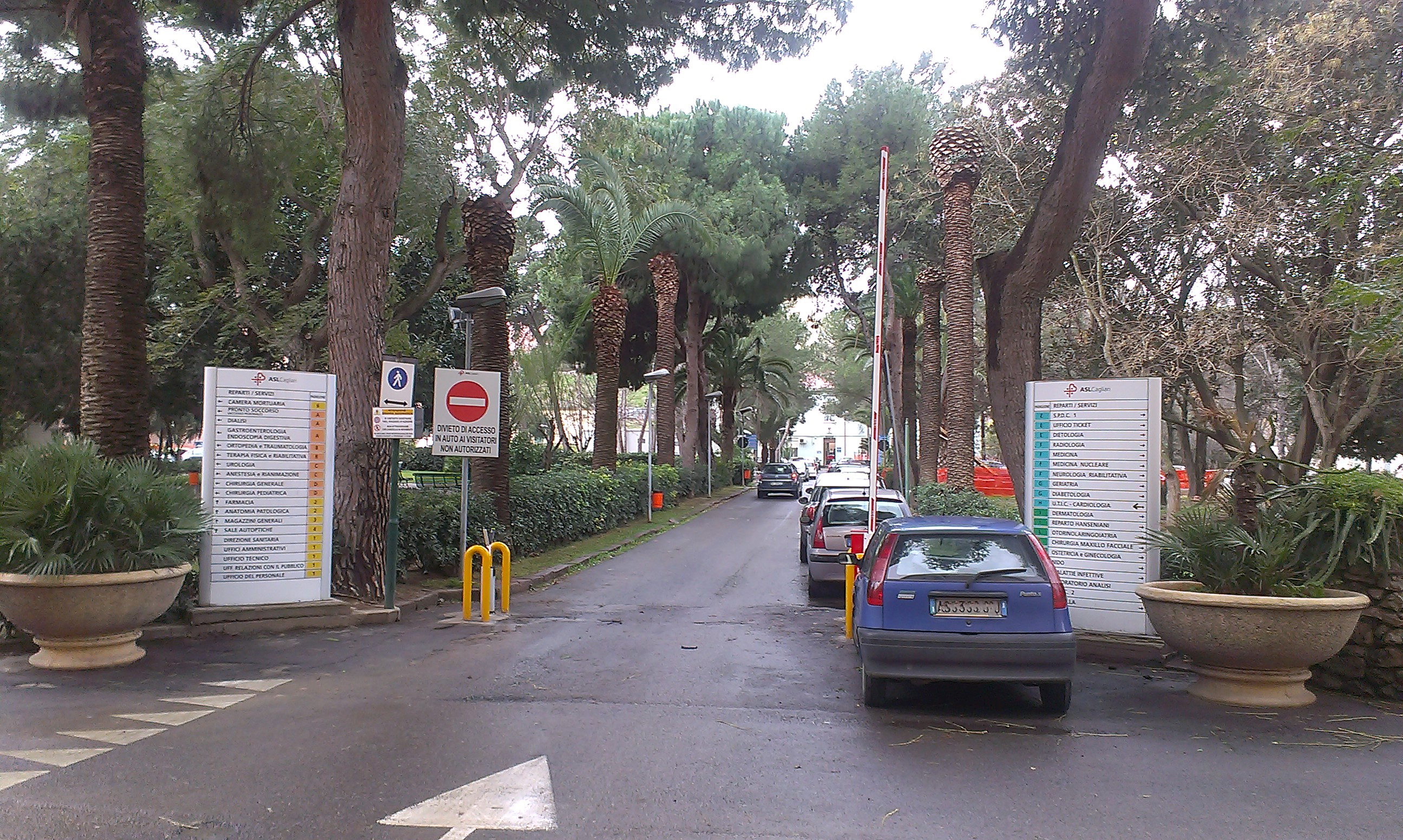
Il parco centrale all'interno dell'Ospedale SS. Trinità

La pubblica istruzione è offerta dalla scuola elementare "Italo Stagno", l'Istituto Comprensivo "Francesco Ciusa", il Liceo scientifico statale Antonio Pacinotti e la Facoltà di Studi Umanistici dell'Università di Cagliari. La sanità pubblica è presente attraverso l'ospedale "Santissima Trinità" e la Cittadella della Salute. Completano il quadro dei servizi il mercato rionale di via Quirra, il CUS Cagliari e gli uffici degli assessorati della Città metropolitana di Cagliari.

## Evoluzione demografica
Abitanti censiti

## Infrastrutture e trasporti

### Strade

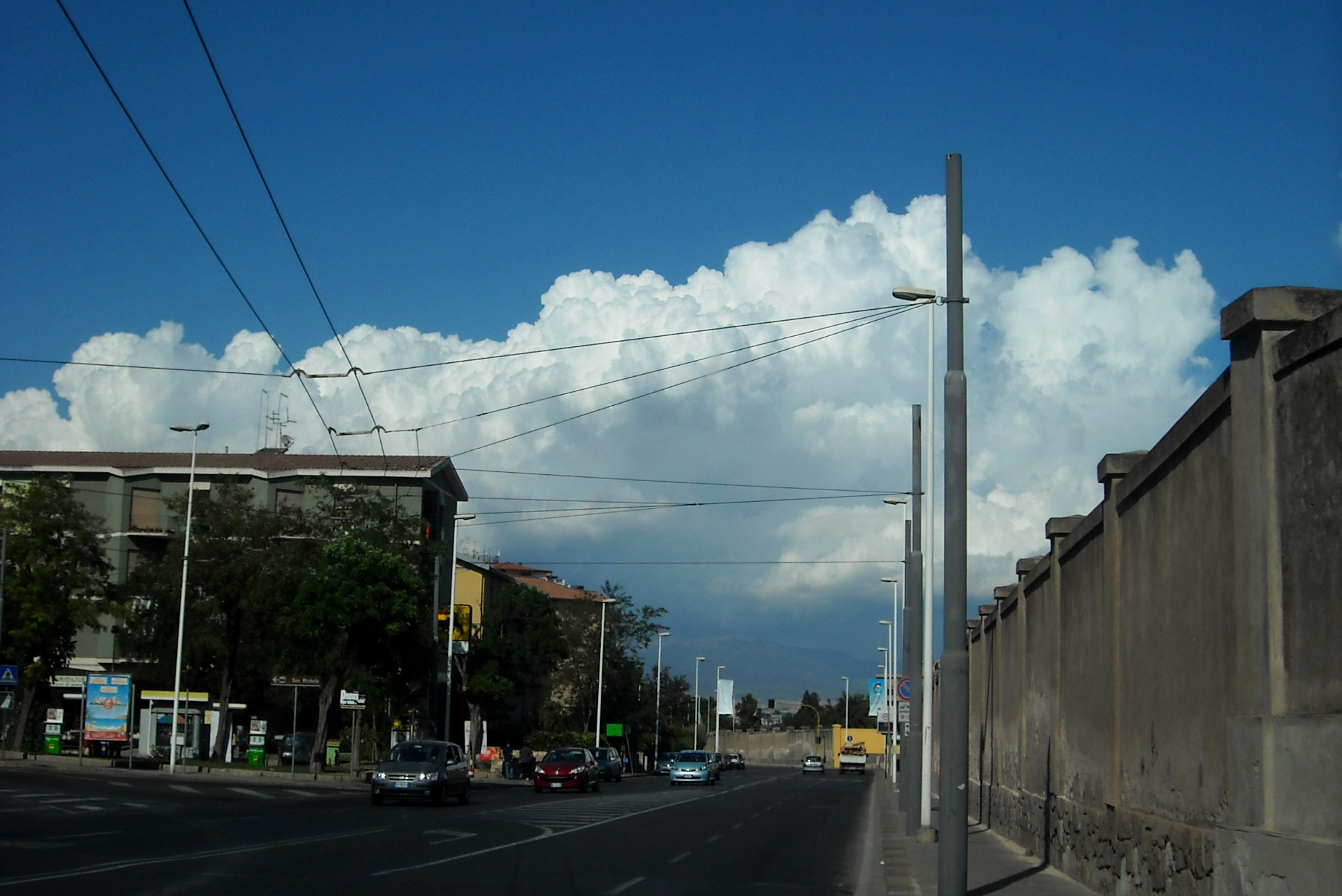
Via Diego Gregorio Cadello

Le principali arterie del quartiere sono:
- Via Is Mirrionis
- Via Diego Gregorio Cadello
- Asse Mediano di Scorrimento

### Mobilità urbana
Il quartiere è servito dalla rete di trasporti pubblici CTM S.p.A., operata tramite autobus numero: 1, 3, 6, 8 (8A), 9, 5 (5/11, 5ZE), 13, 16, 20, University Express.